# IC 1862
IC 1862 ist eine Spiralgalaxie vom Hubble-Typ Sbc im Sternbild Fornax südlich am Südsternhimmel. Sie ist schätzungsweise 282 Millionen Lichtjahre von der Milchstraße entfernt und hat einen Durchmesser von etwa 255.000 Lichtjahren.

Im selben Himmelsareal befindet sich u. a. die Galaxie IC 1864.
Das Objekt wurde am 25. November 1897 von Lewis Swift entdeckt.